# Un cuore, due destini
Un cuore, due destini (Enquête à coeur ouvert) è una miniserie televisiva drammatica francese composta da 6 puntate, trasmessa in Belgio su La Une dal 15 al 29 ottobre 2022, in Svizzera su RTS Un dal 20 novembre al 10 dicembre 2022 e in Francia su TF1 dall'8 al 15 dicembre 2022. È ideata da Claire Lemaréchal e Franck Philippon, diretta da Frank Van Passel, prodotta da Jean-Benoît Gillig con Léonis Productions, TF1, Beside Productions ed RTBF, ed ha come protagonista Claire Keim.
In Italia la serie è andata in onda il martedì in prima serata su Rai 1 dal 4 al 18 luglio 2023.

## Episodi
| Stagione       | Episodi | Prima TV | Prima TV | Prima TV | Prima TV |
| Stagione       | Episodi | Svizzera | Belgio   | Francia  | Italia   |
| -------------- | ------- | -------- | -------- | -------- | -------- |
| Prima stagione | 6       | 2022     | 2022     | 2022     | 2023     |